# Altscherbitz

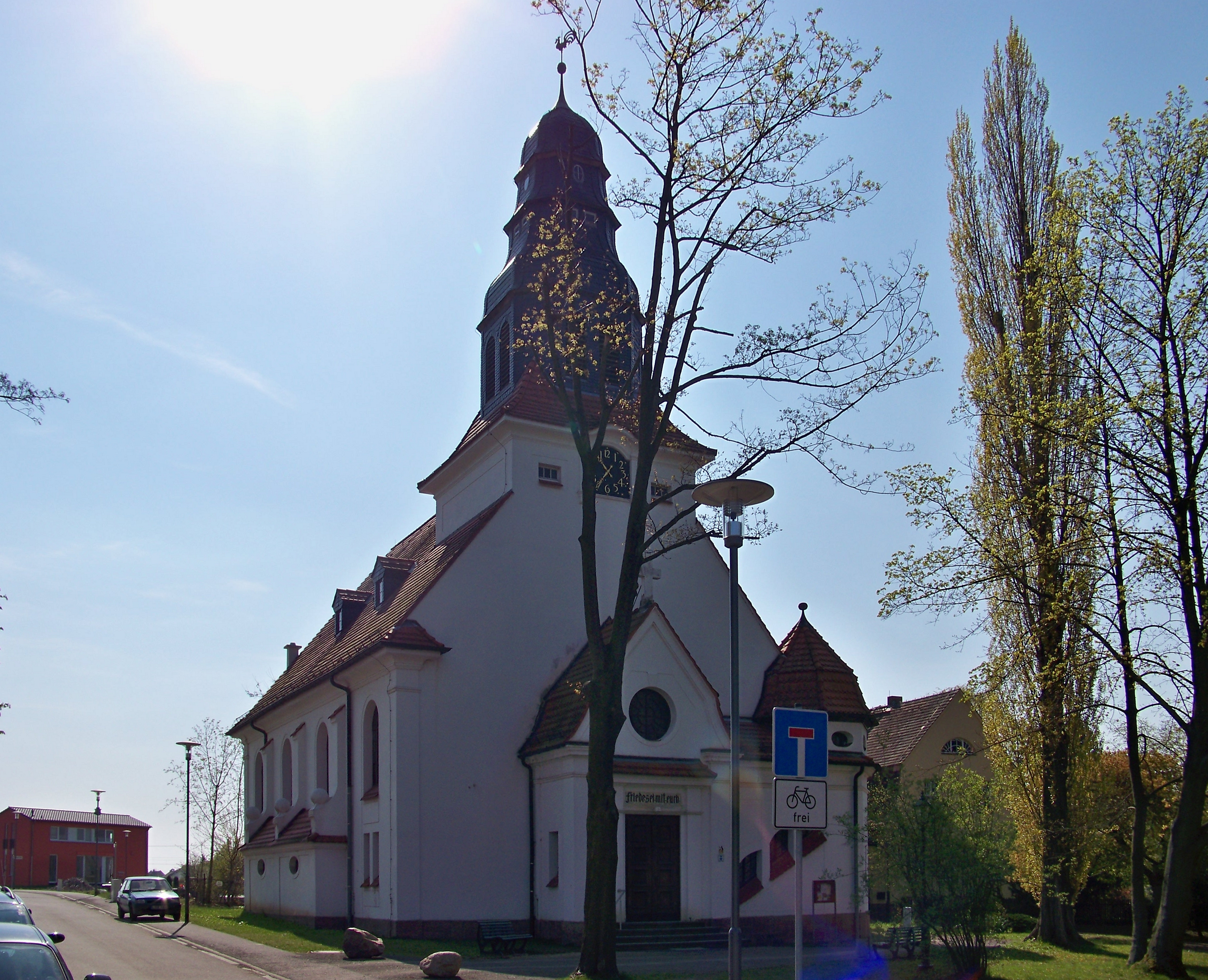
Kirche Altscherbitz

Altscherbitz ist heute ein Stadtteil der Großen Kreisstadt Schkeuditz im Landkreis Nordsachsen nordwestlich von Leipzig gelegen im Nordwesten Sachsens.

## Geschichte und Lage

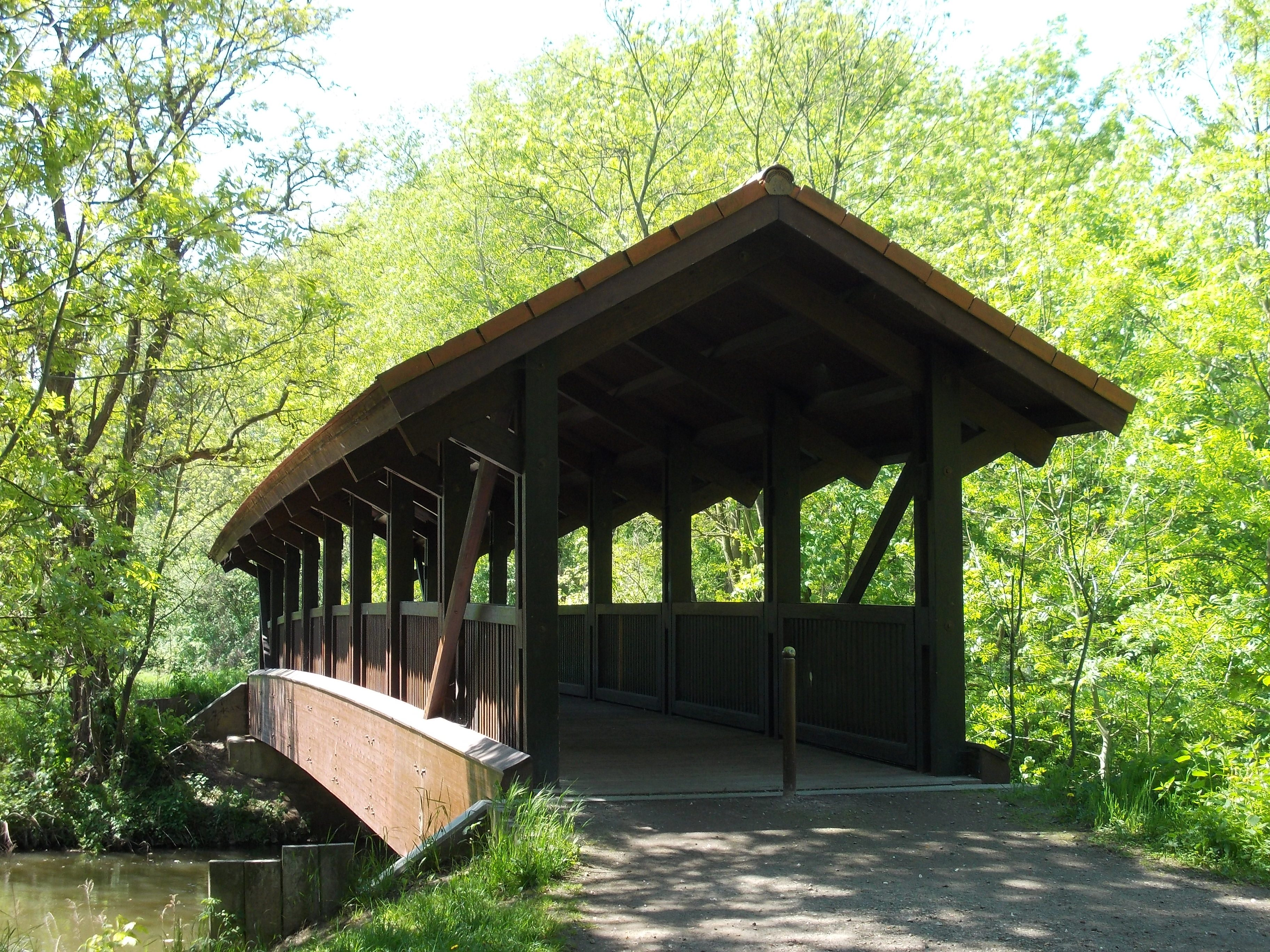
Brücke über die Weiße Elster

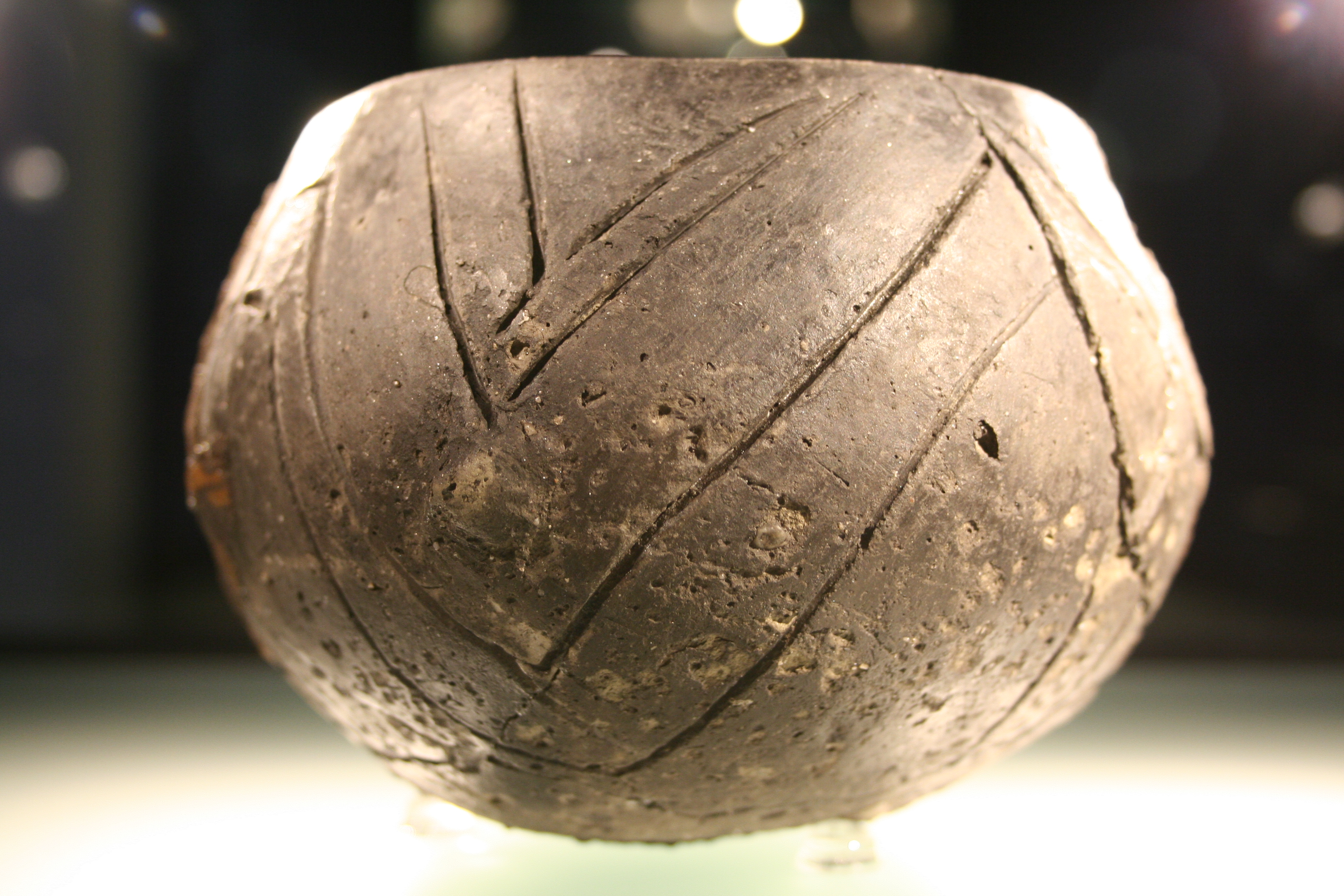
Geflickter Topf aus dem Brunnen von Altscherbitz

Altscherbitz liegt östlich des Schkeuditzer Zentrums, im Osten grenzt es an den Ortsteil Modelwitz.
Des Weiteren liegt der Stadtteil Altscherbitz nördlich der Weißen Elster und des Leipziger Auwalds.
Die frühesten Siedlungsnachweise stammen aus der frühen Jungsteinzeit, der Bandkeramischen Kultur, und konnten während großflächiger archäologischer Grabungen im Vorfeld der Erweiterung des Flughafens Leipzig/Halle dokumentiert werden. Neben einer Siedlung mit typischen Hausgrundrissen der Langhäuser aus der Zeit zwischen 5300 und 5000 v. Chr. wurde der Brunnen von Altscherbitz entdeckt, der auf etwa 5100 v. Chr. datiert werden konnte. Im Staatlichen Museum für Archäologie Chemnitz kann man sich über die Bergung und Freilegung des Brunnens informieren. Dort sind auch Funde aus dem Brunnen ausgestellt.
Die erste Erwähnung stammt aus dem Jahr 1045. Der Kaiser schenkte einem Untergebenen Jarmir drei Hufen Land. In historischen Dokumenten tauchen über die Jahrhunderte unterschiedliche Schreibweisen des Gutsnamens auf, so 1322 Scerwiz, 1337 Scherwitz, 1422 Schirwitz, 1425 Czerwicz, 1520 Czerbitz, 1545 Scherwitz, 1745 Scherbitz, 1791 Alt Scherbitz und schließlich Altscherbitz (auch Alt-Scherbitz). Der Name dürfte wohl slawischen/sorbischen Ursprungs sein. Altscherbitz gehörte bis 1815 zum hochstiftlich-merseburgischen Amt Schkeuditz, das seit 1561 unter kursächsischer Hoheit stand und zwischen 1656/57 und 1738 zum Sekundogenitur-Fürstentum Sachsen-Merseburg gehörte.

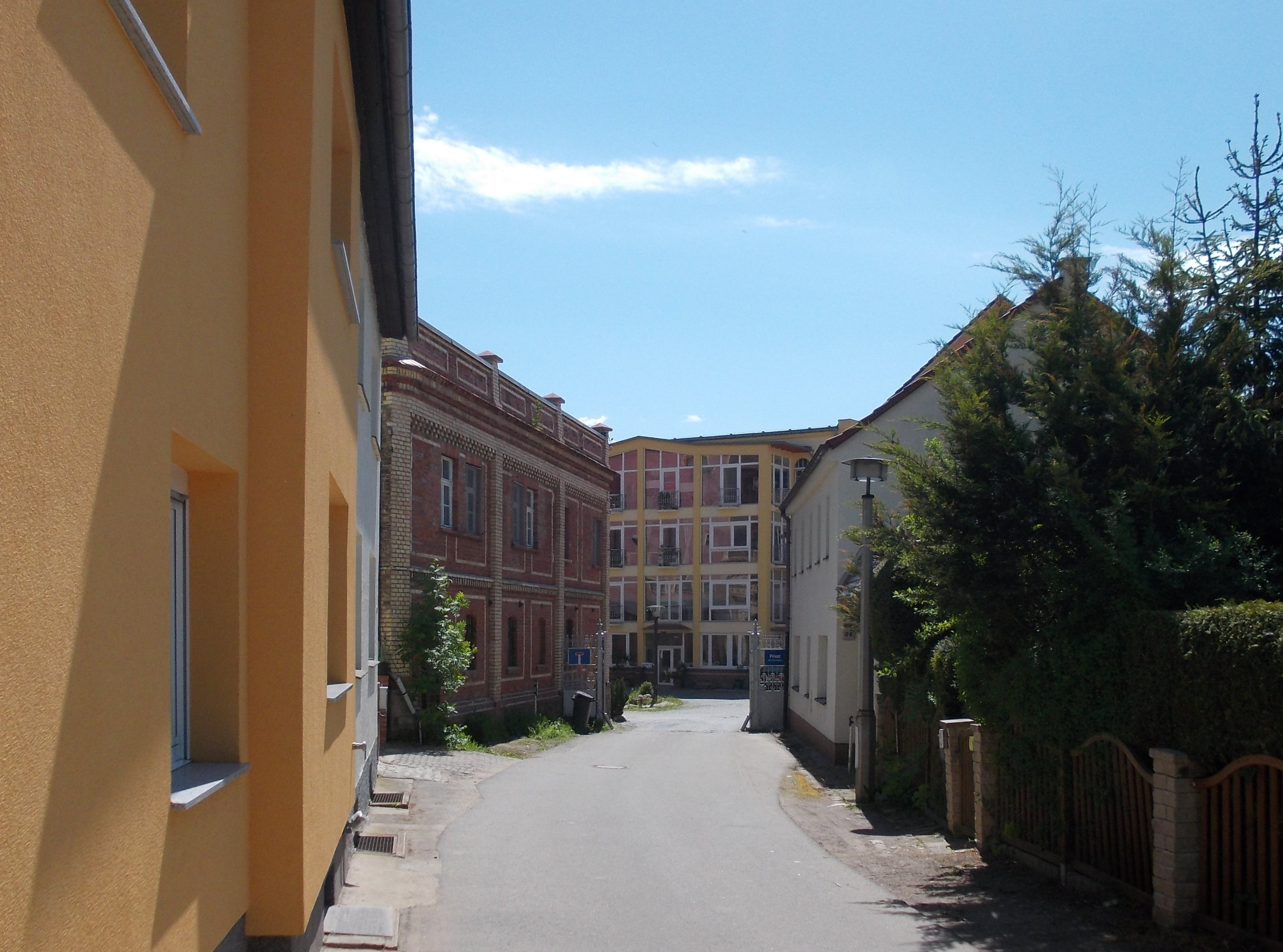
Mühle

Im Dreißigjährigen Krieg wurde das Gut komplett verwüstet, jedoch 1655 wieder aufgebaut. 1661 kam das einige Kilometer weiter südöstlich gelegene Gundorf in den Besitz eines Obergerichtsrats namens J. Fritzsche. Dieser war schon Gutsherr von Scherbitz. Er änderte den Namen des Gundorfer Klostergutes in Neuscherbitz, womit Scherbitz nach der Wiederbesiedlung das vorangehende Alt- angefügt wurde.
Durch die Beschlüsse des Wiener Kongresses wurde Altscherbitz mit dem Westteil des Amts Schkeuditz im Jahr 1815 an Preußen abgetreten. Bei der politischen Neuordnung Preußens wurde der Ort 1816 dem Kreis Merseburg im Regierungsbezirk Merseburg der Provinz Sachsen zugeteilt, zu dem er bis 1952 gehörte. Scherbitz war früher ein typisches Sackgassendorf. Ab 1895 wurde das Rittergut zur Provinzial-Irrenanstalt Altscherbitz mit 255 Hektar Gesamtfläche und 1163 Einwohnern umfunktioniert, wahrscheinlich weil die Ansiedlung von Industrie ab Mitte des 19. Jahrhunderts fehlgeschlagen war.
Die Kirche Altscherbitz wurde 1911/12 erbaut. Zu DDR-Zeiten verfiel sie und wurde als Möbellager genutzt. 1995 wurde sie restauriert, ein Jahr später wurde die Orgel erneut geweiht. Im Oktober 2013 wurde die Kirche ein weiteres Mal saniert. Neben einer energetischen Sanierung in Form einer Aufblasdämmung erhielt auch die handbemalte Kuppeldecke eine Auffrischung und das Dach eine neue Eindeckung.
1929 wurde die bisher selbstständige Landgemeinde nach Schkeuditz eingemeindet, mit dem sie 1952 zum Kreis Leipzig-Land im Bezirk Leipzig, 1994 zum Landkreis Leipziger Land, 1999 zum Landkreis Delitzsch und 2008 zum Landkreis Nordsachsen kam.

## Infrastruktur

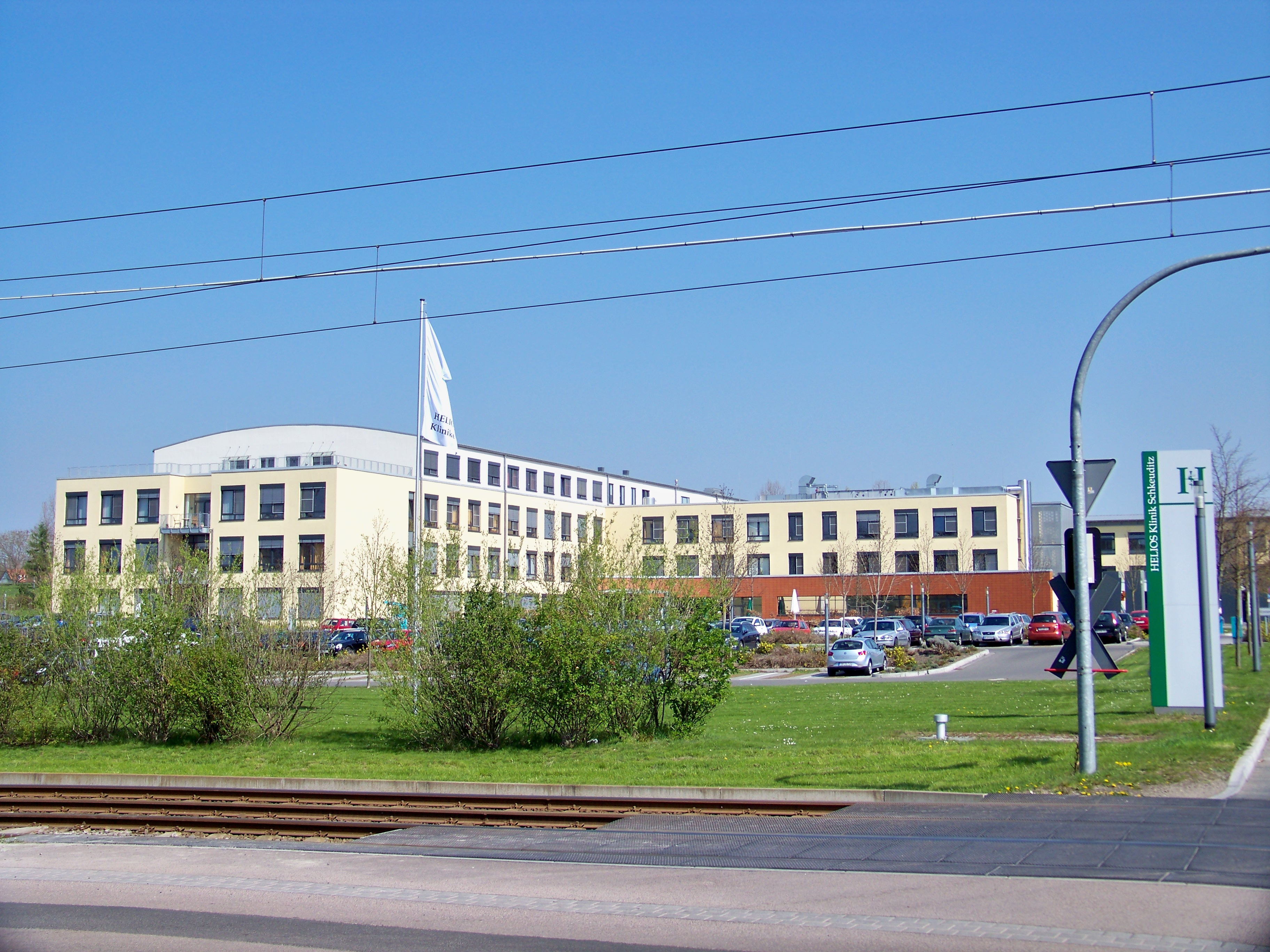
Helios-Klinik in Altscherbitz

Altscherbitz liegt an der Leipziger Straße, der ehemaligen B 6. Die Straßenbahn 11 bedient den Ortsteil.

Ehemaliges Unfallkrankenhaus und Nervenheilanstalt der Knappschaft „Bergmannswohl“

Zwei Krankenhäuser befinden sich in Altscherbitz, und zwar die Helios-Klinik Schkeuditz (135 Betten) als Krankenhaus der Regelversorgung und das Sächsische Krankenhaus Altscherbitz als Fachklinik für Psychiatrie und Neurologie (235 Betten). Die Helios-Klinik ist ein Neubau; das ehemalige Schkeuditzer Krankenhaus Bergmannswohl lag direkt neben der südlichen Landebahn des Flughafens.
1999 ging der Langzeitpflegebereich der Fachklinik in die Trägerschaft des Kreisverbandes der Volkssolidarität Leipziger Land/Muldental e. V. über, die die „Lebensgemeinschaft am Elstertal“ als Wohnstätte für Menschen mit geistiger und mehrfacher Behinderung gründete.